# Чемпионат СССР по вольной борьбе 1945
1-й чемпионат СССР по вольной борьбе проходил в Ленинграде с 26 по 28 октября 1945 года. Первые всесоюзные соревнования по вольной борьбе ставили главной задачей стимулировать развитие этого вида спортивной борьбы.
В соревнованиях участвовало 55 человек из 11 городов. Ленинград выставил 11 человек, Москва — 10, Киев и Таллин по 7 , Ташкент — 4. Подавляющее большинство участников были известны как представители классической борьбы.

## Медалисты
| Весовая категория | Золото                                  | Серебро                                        | Бронза                                       |
| ----------------- | --------------------------------------- | ---------------------------------------------- | -------------------------------------------- |
| Легчайший вес     | Арташес Карапетян «Динамо» (Москва)     | Николай Раков Дом Красной Армии (Ленинград)    | Йоханнес Лооару Дом Красной Армии (Таллин)   |
| Полулёгкий вес    | Василий Илуридзе «Большевик» (Тбилиси)  | Епифан Тарасов Военно-Морской Флот (Ленинград) | Арташес Назарян Дом Красной Армии (Ереван)   |
| Лёгкий вес        | Арменак Ялтырян «Динамо» (Киев)         | Леонид Егоров «Динамо» (Москва)                | Рубен Бугаян ЦДКА (Москва)                   |
| Полусредний вес   | Василий Рыбалко «Динамо» (Киев)         | П. Коломийцев «Локомотив» (Москва)             | Август Вяят Дом Красной Армии (Таллин)       |
| Средний вес       | Давид Цимакуридзе «Большевик» (Тбилиси) | Шота Эсебуа «Динамо» (Тбилиси)                 | И. Пономаренко Дом Красной Армии (Ленинград) |
| Полутяжёлый вес   | Варгашак Мачкалян «Динамо» (Тбилиси)    | Григорий Малинко «Динамо» (Харьков)            | Артур Лехмус «Калев» (Таллин)                |
| Тяжёлый вес       | Арсен Мекокишвили «Динамо» (Тбилиси)    | Г. Иванов Дом Красной Армии (Ленинград)        | П. Фоменко «Спартак» (Ленинград)             |